# Clutching at Straws
Clutching at Straws es el cuarto álbum de estudio de la banda inglesa de rock progresivo Marillion, publicado en 1987. Es el último álbum que grabó el vocalista Fish con la banda, ya que la dejó poco después de su finalización. No fue tan comercialmente exitoso como Misplaced Childhood, aunque tuvo tres simples que llegaron al Top 40 en el Reino Unido: "Incommunicado", "Sugar Mice" and "Warm Wet Circles". 
Está considerado como una de las mejores obras de la banda. La revista Q lo eligió entre los 50 mejores discos del año. AllMusic lo describió como una "obra maestra poco conocida", y la revista Rolling Stone lo situó en el puesto 37 en su ranking de los "50 Mejores Discos de Rock Progresivo de todos los tiempos". Prog Magazine lo colocó en el puesto 47 de sus "100 mejores álbumes de rock progresivo de todos los tiempos". En 1999, se editó una versión remasterizada en dos CD conteniendo canciones adicionales tomadas de lados B y demos.

## Concepto
Es un disco conceptual compuesto por el cantante Fish, y resulta en gran medida autobiográfico al relatar experiencias vinculadas con el grave problema de alcoholismo que sufría en ese momento. Fish se autorretrata en el personaje de Torch (que supuestamente es u n descendiente del Bufón de Script For A Jester´s Tear). Al igual que Fish en ese momento, Torch es un hombre de 29 años cuya vida es un desastre. Como Fish, Torch era cantante de una banda de rock, pero a diferencia del primero, abandonó la música, deprimido ante su falta de éxito comercial. Ahora busca consuelo principalmente en el alcohol para adormecerse. Intenta, sin éxito, olvidar lo que le aqueja: además de haber fracasado en su gran sueño, arrastra otros fracasos en su vida que lo atormentan: un matrimonio fallido y saberse un padre irresponsable. Mientras se emborracha, también escribe sobre su entorno y sus lamentos. Como Torch no tiene otra salida real a su disposición, termina en bares, habitaciones de hotel y en la carretera, gritando y borracho; por lo tanto, se le describe como alguien sin redención ni esperanza. Fish llega a la máxima profundidad emocional en letras como la de "Sugar Mice": "Así que si quieres mi dirección es la número uno al final de la barra, donde me siento con los ángeles rotos agarrándonos a un clavo ardiendo y curando nuestras cicatrices, la culpa es mía, sí, la culpa es mía".
La música del álbum es muy similar a la de los tres primeros álbumes de estudio de Marillion, aunque la atmósfera es mucho más oscura y melancólica y el sonido es ligeramente más maduro. Los teclados en "Clutching at Straws" son mucho más atmosféricos que en los tres primeros álbumes, lo que demuestra aún más la destreza de Mark Kelly al teclado. Muchos de los solos de este álbum son del guitarrista Steve Rothery. "Clutching at Straws" también presenta algunas de las mejores líneas de bajo que Pete Trewavas jamás interpretaría, sin olvidar la impecable batería de Ian Mosley. La musicalidad es muy profesional en general, aunque los mayores atractivos de todo este álbum residen en la fuerza y la pura fuerza emocional de las composiciones.
Marillion se tomó un descanso después de su gira para promocionar el álbum tras su lanzamiento (Fish finalmente terminó abandonando la banda a mitad de la gira, en noviembre de 1988). La canción "Incommunicado" describe los obstáculos del negocio y cómo las presiones externas, ejercidas en la vida real por el sello estadounidense de la banda, Capitol Records, los aplastaban para que tuvieran éxito o fueran despedidos, lo que le sucedería a Marillion unos años después.

## Portada
La portada y la contraportada del álbum describen la inspiración de Fish para las letras, así como a algunos de sus héroes. Hay alusiones a ellos a lo largo del álbum. La historia se ambienta en un pub británico (el Bakers Arms de Colchester), y las personas representadas son las siguientes:
- En el anverso, de izquierda a derecha: Robert Burns, Dylan Thomas, Truman Capote y Lenny Bruce
- En el reverso, de izquierda a derecha: John Lennon, James Dean y Jack Kerouac

El dibujante de portada, Mark Wilkinson, ha expresado su decepción con la portada, que pretendía que fuera más detallada y presentara más personajes, pero se apresuró debido al adelanto de la fecha de lanzamiento del álbum:
"Fue una tortura. Sobre todo porque recibía llamadas casi a diario de EMI o de John (el manager John Arnison) diciéndome que si no cumplía con el plazo, la fecha límite se perdería y la simbiosis gira/álbum se vería comprometida. ¡De alguna manera lo logré, aferrándome al sueño! EMI estaba... Aliviado. Fish parecía estar bien. El resto de la banda se mostró un poco indiferente; era muy diferente a las portadas anteriores. ¡Me decepcionó muchísimo! Me encantó este álbum, y todavía me encanta. Fue una especie de cumbre, en mi opinión. Probablemente mi favorito de ellos. ¡Y me sentí engañado! No era la portada que había imaginado. ¡No se gana en todas las ocasiones, créeme!

## Lista de canciones

### Cara uno
1. "Hotel Hobbies" – 3:35
2. "Warm Wet Circles" – 4:25
3. "That Time Of The Night (The Short Straw)" – 6:00
4. "Going Under" – 2:47 (No está incluida en las ediciones originales en vinilo y casete)
5. "Just For The Record" – 3:09
6. "White Russian" – 6:27

### Cara dos
1. "Incommunicado" – 5:16
2. "Torch" – 4:05
3. "Slàinte Mhath" – 4:44
4. "Sugar Mice" – 5:46
5. "The Last Straw" – 5:58